# Condado de Queen Anne
El condado de Queen Anne es un condado al este de Baltimore ubicado en el estado de Maryland.
En 2000, su población era de 40 563. Su sede está en Centreville. Fue llamado así en honor a la Reina Ana de Gran Bretaña (1665-1714) quien reinaba al momento de la fundación del condado.
El condado forma parte del área metropolitana Baltimore-Washington. El puente de la bahía de Chesapeake comunica el Condado de Queen Anne en la orilla este con el condado de Anne Arundel en la orilla oeste.

## Demografía
Según el censo de 2000, el condado cuenta con 40.563 habitantes, 15.315 hogares y 11.547 familias que residentes. La densidad de población es de 42 hab/km² (109 hab/mi²). Hay 16 674 unidades habitacionales con una densidad promedio de 17 u.a./km² (45 u.a./mi²). La composición racial de la población del condado es 89,05 % Blanca, 8,78 % Negra o Afroamericana, 0,22 % Nativa americana, 0,57 % Asiática, 0,02 % De las islas del Pacífico, 0,43 % de Otros orígenes y 0,93 % de dos o más razas. El 1,09 % de la población es de origen Hispano o Latino cualquiera sea su raza de origen.
De los 15 315 hogares, en el 33,30 % viven menores de edad, 62,20 % están formados por parejas casadas que viven juntas, 9,50 % son llevados por una mujer sin esposo presente y 24,60 % no son familias. El 19,60 % de todos los hogares están formados por una sola persona y 7,90 % incluyen a una persona de más de 65 años. El promedio de habitantes por hogar es de 2,62 y el tamaño promedio de las familias es de 2,99 personas.
El 25,40 % de la población del condado tiene menos de 18 años, el 5,80 % tiene entre 18 y 24 años, el 30,10 % tiene entre 25 y 44 años, el 25,90 % tiene entre 45 y 64 años y el 12,90 % tiene más de 65 años de edad. La mediana de la edad es de 39 años. Por cada 100 mujeres hay 99,20 hombres y por cada 100 mujeres de más de 18 años hay 96,80 hombres.
La renta media de un hogar del condado es de $57 037, y la renta media de una familia es de $63 713. Los hombres ganan en promedio $44 644 contra $30 144 por las mujeres. La renta per cápita en el condado es de $26 364. 6,30 % de la población y 4,40 % de las familias tienen entradas por debajo del nivel de pobreza. De la población total bajo el nivel de pobreza, el 7,2 % son menores de 18 y el 7,3 % son mayores de 65 años.

## Ciudades y pueblos
Todas las municipalidades de este condado están clasificadas como pueblos según las leyes de Maryland.
1. Barclay (desde 1931)
2. Centreville (desde 1794)
3. Church Hill (desde 1876)
4. Millington (desde 1890) (Parte de este pueblo se encuentra en el Condado de Kent.)
5. Queen Anne (desde 1953) (Parte de este pueblo se encuentra en el Condado de Talbot.)
6. Queenstown (desde 1892)
7. Sudlersville (desde 1870)
8. Templeville (desde 1865) (Parte de este pueblo se encuentra en el Condado de Caroline.)

### Lugares designados por el censo (CDP)
- Chester
- Grasonville
- Kent Narrows
- Kingstown
- Stevensville

Lugares no designados por el censo:
- Crumpton
- Ingleside
- Price